# Elezioni regionali in Campania del 1980
Le elezioni regionali in Campania del 1980 si tennero l'8-9 giugno.

## Risultati elettorali
| Liste                                                  | Voti      | %     | Seggi |
| ------------------------------------------------------ | --------- | ----- | ----- |
| Democrazia Cristiana (DC)                              | 1.174.943 | 38,99 | 25    |
| Partito Comunista Italiano (PCI)                       | 726.007   | 24,09 | 15    |
| Partito Socialista Italiano (PSI)                      | 377.581   | 12,53 | 7     |
| Movimento Sociale Italiano - Destra Nazionale (MSI-DN) | 339.993   | 11,28 | 7     |
| Partito Socialista Democratico Italiano (PSDI)         | 187.781   | 6,23  | 3     |
| Partito Repubblicano Italiano (PRI)                    | 90.206    | 2,99  | 1     |
| Partito Liberale Italiano (PLI)                        | 51.600    | 1,71  | 1     |
| Democrazia Proletaria (DP)                             | 33.163    | 1,10  | 1     |
| Partito di Unità Proletaria per il Comunismo (PdUP)    | 30.693    | 1,02  | -     |
| Lega Socialista Rivoluzionaria (LSR)                   | 1.651     | 0,05  | -     |
| Totale                                                 | 3.013.618 |       | 60    |

| Riepilogo dei seggi | Riepilogo dei seggi | Riepilogo dei seggi | Riepilogo dei seggi | Riepilogo dei seggi | Riepilogo dei seggi | Riepilogo dei seggi |
| ------------------- | ------------------- | ------------------- | ------------------- | ------------------- | ------------------- | ------------------- |
|                     |                     |                     |                     |                     |                     |                     |
| DP                  | 1                   | ━                   |                     | PCI                 | 15                  | ▼ 1                 |
| PSI                 | 7                   | ▲ 1                 |                     | PSDI                | 3                   | ▼ 1                 |
| PRI                 | 1                   | ▼ 1                 |                     | DC                  | 25                  | ▲ 2                 |
| PLI                 | 1                   | ━                   |                     | MSI-DN              | 7                   | ━                   |